# The Master Cracksman
The Master Cracksman er en amerikansk stumfilm fra 1914 af Harry Carey.

## Medvirkende
- Harry Carey som Gentleman Joe.
- E.A. Locke.
- Rexford Burnett som Harold Martin.
- Fern Foster.
- Herbert Russell som Dan McRae.